# Juin 1924

## Événements
- France : spéculation contre le franc. Dévaluation du franc-germinal qui ruine la bourgeoisie rentière.

- 8 juin : disparition de George Mallory et d'Andrew Irvine sur l'Everest.

- 11 juin, France : démission du président de la République Alexandre Millerand qui a pris parti pour le Bloc national.

- 13 juin, France : élection de Gaston Doumergue comme président de la République, succédant à Alexandre Millerand (fin en 1931).

- 14 juin : départ de la seconde édition des 24 Heures du Mans.

- 15 juin, France : 
  - Édouard Herriot devient président du Conseil (1) et ministre des Affaires étrangères. Les socialistes soutiennent le gouvernement Herriot sans y participer. Le Cartel tente vainement d’appliquer les lois laïques à l’Alsace-Lorraine et de faire respecter les lois sur les congrégations.
  - Victoire de John Duff et Frank Clement aux 24 Heures du Mans sur une Bentley.

- 19 juin : le Premier ministre égyptien Saad Zaghloul pacha déclare que le Soudan est une partie indivisible du royaume d'Égypte.

- 20 juin : élection générale britanno-colombienne. John Oliver (libéral) est réélu Premier ministre de la Colombie-Britannique.

- 23 juin : 
  - le pilote français Joseph Sadi-Lecointe bat le record du monde de vitesse sur 500 km (306,696 km/h) et remporte la Coupe Beaumont.
  - le pilote américain Russell L. Maugham traverse les États-Unis d'Est en Ouest (New York - San Francisco) sur un Curtiss PW8 en moins de 21 heures et 48 minutes avec cinq escales de ravitaillement.

- 30 juin : James B. Hertzog devient Premier ministre d'Afrique du Sud (fin en 1939). Il mène une politique ségrégationniste.

## Naissances
- 3 juin : 
  - Colleen Dewhurst, actrice Américano-canadienne († 22 août 1991).
  - Léon Hurez, homme politique belge († 27 juillet 2004).
- 10 juin : Jean-Jacques Bastian, adolescent résistant français en Alsace pendant la Seconde Guerre mondiale († 4 novembre 2018).
- 12 juin : George Bush, ancien président des États-Unis († 30 novembre 2018).
- 14 juin : Arthur Erickson, architecte († 20 mai 2009).
- 15 juin : Paul Amargier, historien dominicain français († 8 janvier 2021).
- 17 juin : Keith Larsen, acteur, réalisateur, producteur et scénariste américain († 13 décembre 2006).
- 19 juin : Vassil Bykaw, écrivain soviétique et biélorusse († 22 juin 2003).
- 20 juin : 
  - Chet Atkins, guitariste et producteur américain († 30 juin 2001).
  - Louis Astre, syndicaliste français († 27 octobre 2020).
- 22 juin : Norbert Callens, coureur cycliste belge († 12 mars 2005).
- 23 juin : Siro Bianchi, coureur cycliste franco-italien († 16 juin 1992).
- 24 juin :
  - Charles Cornet d'Elzius, homme politique belge († 27 juin 2006).
  - Jacques Pelzer, saxophoniste et flûtiste de jazz belge († 6 août 1994).
- 25 juin : 
  - Sidney Lumet, réalisateur américain († 9 avril 2011).
  - Philippe Grumbach, journaliste et rédacteur français († 13 octobre 2003).
- 28 juin : Danilo Dolci, activiste politique non-violent, sociologue, écrivain, éducateur et poète italien. († 30 décembre 1997).
- 30 juin : Françoise Adnet, peintre française († 9 mars 2014).

## Décès
- 3 juin : Franz Kafka, écrivain, autrichien d'origine tchèque (° 1883).
- 14 juin : Émile Claus, peintre belge  (° 27 septembre 1849).